# Nismo pucali jedno u drugo
Nismo pucali jedno u drugo är Marta Savićs nionde album, utgiven på Grand Production år 2002.

## Låtlista
1. Nismo pucali jedno u drugo (Vi sköt inte varandra)
2. Mamin sin (Mammas pojke)
3. Zeleno u tvojim očima (Grönt i dina ögon)
4. Lagao si svako slovo (Du ljög för varje bokstav)
5. Ne da tebe sestra (Inte för dig, syster) (Duett med Rade Lacković)
6. Kukavice (Ynkryggar)
7. Crno ti belo (Svart och vitt i dig)
8. Ni živa, ni mrtva (Varken levande eller dödande)